# Gruppo Origine
Il Gruppo Origine è un gruppo di quattro artisti italiani sorto in Italia all'inizio degli anni cinquanta del secolo scorso. Al gruppo aderirono: Mario Ballocco, Alberto Burri, Giuseppe Capogrossi e Ettore Colla. Gruppo Origine nacque a Milano nel novembre 1950, espose (per la prima e unica volta) nel gennaio 1951 a Roma e si sciolse nell'aprile 1951.

## Nascita della rivista “AZ”
Nell'estate del 1949 Mario Ballocco fonda a Milano la rivista “AZ”, e già alla fine di quell'anno si profila in lui il vago proposito di costituire un nucleo, un sodalizio che definisca un programma di rinnovamento artistico e di impegno umano, imperniato sulla consapevolezza di vivere in un momento di cambiamento epocale, in cui si avverte la necessità di liberarsi del passato anche recente per dar vita a un'arte imperniata su metodi, motivazioni e finalità del tutto differenti. Alla fine del 1949 Gianni Monnet gli parla dei Catrami di Alberto Burri, suscitando in lui curiosità e interesse. Nel febbraio 1950 Ballocco conosce Giuseppe Capogrossi in occasione della mostra di quest'ultimo alla Galleria Il Milione di Milano; apprezza le nuove opere segniche del pittore romano (che recensirà positivamente su “AZ”) e gli propone di formare insieme un gruppo che faccia tabula rasa delle involuzioni manieristiche dell'astrattismo per tornare alle radici, alle origini, e di coinvolgere in esso Burri; anzi, gli chiede di fare da tramite con l'artista umbro, non avendo una conoscenza diretta con lui. L'iniziativa, quindi, parte da Ballocco, che di fatto è il “teorico”, l'organizzatore, l'‘agitatore', cui spetterà anche la definizione del programma comune, concordato con Capogrossi per telefono e per lettera, e poi accettato dagli altri, compreso Ettore Colla, la cui inclusione – così il fondatore di “AZ” si sente riferire – sarebbe una condizione posta da Burri per la propria adesione. Ballocco accetta questo inserimento anche per evitare ulteriori immissioni che si profilavano, ovvero quella di Corrado Cagli. Riguardo poi alla concreta fattività e convinzione dell'adesione di Burri, ci sarà da osservare quanto essa sia stata sopravvalutata. E un vero manifesto, frutto dell'elaborazione comune dei quattro artisti, non c'è e non ci sarà mai: la nascita di Origine è annunciata da un articolo di fondo scritto e firmato dal solo Ballocco e pubblicato sul numero di “AZ” del novembre 1950, nel quale i nomi degli altri tre membri del gruppo non sono nemmeno citati. È il famoso editoriale Origine, dove si esprime la necessità di tornare agli albori, alla più “ingenua, libera, primordiale natura”, liberandosi dai condizionamenti del presente e del passato recente, dalle sovrastrutture intellettualistiche e ideologiche. Questo articolo è insomma il vero documento programmatico.

## La mostra del Gruppo Origine

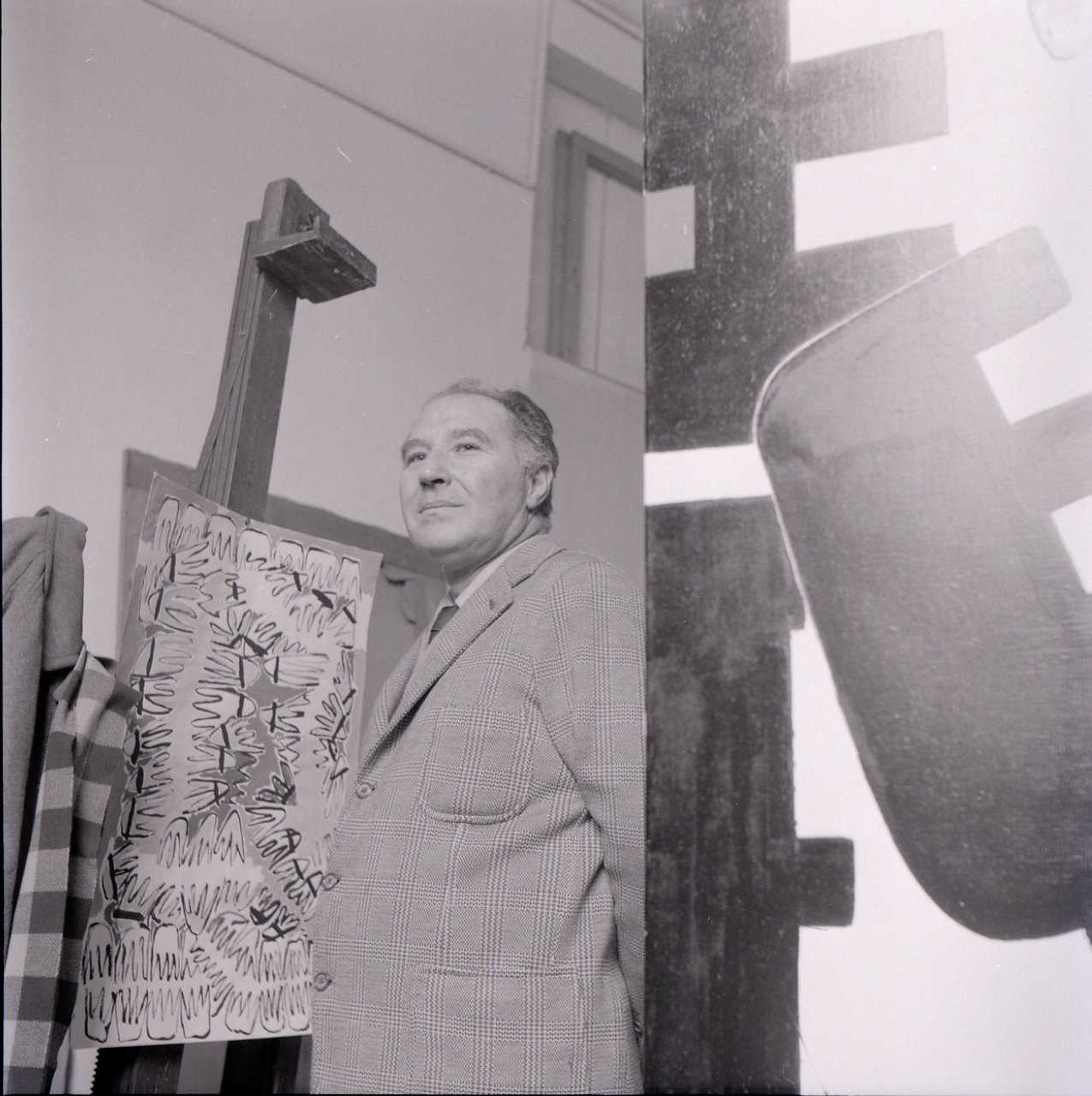
Giuseppe Capogrossi, membro del Gruppo Origine, fotografato nel suo studio da Paolo Monti, 1972 (Fondo Paolo Monti, BEIC)

Sul numero successivo di “AZ”, del dicembre 1950 - gennaio 1951, l'editoriale di Ballocco in prima pagina è significativamente intitolato Punto e a capo. Sempre in prima pagina sono riprodotte un'opera di Capogrossi, una di Ballocco, una di Colla, una di Burri, accompagnate da un breve corsivo informativo: “La prima mostra del Gruppo Origine avrà luogo a Roma presso la Galleria privata del gruppo, via Aurora 41. L'inaugurazione sarà il 15 gennaio 1951”.
Arriva dunque il fatidico 15 gennaio 1951, data d'inaugurazione dell'unica mostra del Gruppo Origine. La sede prescelta è molto “casalinga”: la “Galleria privata” di cui si scriveva su “AZ” consiste infatti nelle stanze seminterrate facenti parte dell'abitazione di Ettore Colla. Nel piccolo catalogo di dodici pagine, di cui tre stampate a colori, i quattro autori riprodussero ciascuno tre opere del 1950, rappresentative della loro più recente evoluzione artistica. Nelle didascalie non erano riportati i titoli, bensì i materiali di realizzazione (pittura a olio per Ballocco, catrame per Burri, olio e tempera per Capogrossi, smalto per Colla). 

- Ballocco si trovava allora nella fase delle Monadi, dei Reticoli e delle Grate, opere caratterizzate da una sorta di personale astrattismo “primordiale”, di “asimmetria istintiva” posta “sotto il dominio dell'esigenza espressiva e comunicativa”, “indipendentemente da preoccupazioni di contenuto o forma”.
- Burri, che si era trasferito a Roma nel 1946, aveva esposto i primi Catrami nel 1948; venne poi la volta delle Muffe e dei Sacchi, che qualificarono di forte originalità il suo contributo di ricerca libera sulla materia, al di là di ogni riferimento iconico, nell'ambito della Roma vivace e magmatica di quegli anni.
- Capogrossi era venuto elaborando il famoso “segno”, elemento di un immaginario alfabeto archetipico: le opere di questo nuovo corso non-figurativo erano state presentate per la prima volta nel gennaio 1950 alla Galleria del Secolo a Roma (con un significativo testo d'accompagnamento di Corrado Cagli), e nel mese di febbraio al Milione di Milano.
- Colla, anch'egli residente a Roma, benché nato a Parma nel 1896 e poi formatosi a Parigi, aveva iniziato nel 1947 a orientarsi verso un personale astrattismo. Le celebri sculture realizzate con ferraglie e materiali industriali di risulta arriveranno di lì a poco, ma attorno al 1949-1950 si situano pitture a smalto su tela improntate a un linguaggio geometrico essenziale e rigoroso, quasi concretista.

La mostra del Gruppo Origine andò male, e scivolò via nel silenzio generale; già nel periodo di preparazione erano cominciate divisioni e divergenze, soprattutto tra Capogrossi e Colla. La sera dell'inaugurazione emersero ulteriori problemi: la stampa non era stata invitata, e i quattro artisti non cenarono nemmeno tutti insieme: Burri si limitò a fare una fugace apparizione, Colla se ne andò per conto proprio, e rimasero insieme i soli Ballocco e Capogrossi, il quale peraltro fu a lungo trattenuto al telefono da Cagli, che pretendeva una spiegazione della sua esclusione dal gruppo.

## Il presunto “Manifesto del Gruppo Origine”
Il testo introduttivo del catalogo della mostra di Origine è un ulteriore nodo da districare. Si tratta di una paginetta senza titolo e non firmata; ma, visto che il frontespizio del libriccino reca in fila i nomi di “Ballocco - Burri - Capogrossi - Colla”, essa andrebbe implicitamente attribuita, ragionando alla maniera di un tecnico della catalogazione bibliografica, alla comune paternità dei quattro artisti. La faccenda però non è così lineare. Questo breve scritto è stato fatto passare per il Manifesto del Gruppo Origine; attribuendogli questo titolo abusivo, lo ripubblicò Tristan Sauvage, alias Arturo Schwarz, nel suo libro del 1957 Pittura italiana del dopoguerra, dove, inoltre, i nomi dei quattro membri, nonché presunti autori del testo, sono elencati in calce in alterato disordine alfabetico (“Giuseppe Capogrossi, Mario Ballocco, Ettore Colla, Alberto Burri”). Da lì in avanti, l'errore si è ripetuto e ingigantito, fino a guadagnarsi il rango di nozione generalmente accettata. Ma la verità è un'altra: lo scritto ripreso da Schwarz e perpetuato alla memoria collettiva come Manifesto del Gruppo Origine altro non era che l'introduzione del catalogo della mostra del 1951. E, quanto alle circostanze della sua elaborazione, e alla misura in cui essa rispecchiasse i reali intendimenti di tutti e quattro gli esponenti di Origine, è utile considerare ciò che dichiarò Burri: “Lessi il testo […] solo la sera della nostra prima mostra […]. Non c'era una parola che fosse mia. Avevo aderito perché me l'avevano chiesto, perché un gruppo poteva costituire comunque una forza”. Nemmeno Ballocco avrebbe preventivamente visto e approvato lo scritto introduttivo del catalogo, che quindi, pur raccogliendo numerosi spunti del suo editoriale Origine apparso sul numero di “AZ” del novembre 1950, sarebbe da attribuire a un blitz dei soli Capogrossi e Colla. Ballocco, anzi, ritenne Giuseppe Capogrossi ed Ettore Colla responsabili della pubblicazione di uno scritto non concordato. La conclusione che se ne trae è che il testo introduttivo del catalogo della mostra del gennaio 1951 a Roma non soltanto non può essere in nessun modo considerato il manifesto di Origine, ma che persino la paternità congiunta da sempre attribuitane ai quattro esponenti del gruppo è dubbia e discutibile. Dato che l'unico altro scritto programmatico era stato l'editoriale pubblicato su “AZ” nel novembre 1950, firmato da Ballocco, possiamo affermare che Origine non produsse alcun testo teorico di poetica concordato tra i propri membri.

## Conclusione del Gruppo Origine
L'esperienza romana, l'infelice esito dell'inaugurazione del 15 gennaio 1951, la scarsa empatia caratteriale con Colla e Capogrossi lasciarono nel milanese Ballocco una sensazione di disagio. È così che Ballocco prende una decisione risoluta, e sul numero di aprile 1951 del suo “AZ”, sotto la riproduzione di un proprio dipinto simbolicamente intitolato Il Nascituro, annuncia in un breve articoletto che Origine, “sorto com'è a Milano da ‘a - z’, […] si scioglie come Gruppo per assumere la denominazione e le caratteristiche di Movimento”. Si aggiunge, peraltro, che è in programma una prossima mostra (mai realizzata) che includerà anche i progetti architettonici di Carlo Perogalli e di Attilio Mariani.
Ballocco evidentemente nutriva una superstite speranza di tenere insieme l'eterogenea e ormai disarticolata compagine, nella componente milanese (ch'egli forse mirava a irrobustire, inserendovi l'architetto suo amico Carlo Perogalli insieme ad Attilio Mariani) e in quella romana; e soprattutto non rinunciando a tentare di esercitare un ruolo di “direzione” e leadership, essendone stato l'inventore e creatore. Ma la vicenda prese una piega diversa, e presto si appurò che i romani (Colla in particolare) potevano benissimo proseguire da soli, e non avevano più bisogno di Ballocco, la cui decisione unilaterale di sciogliere il gruppo per trasformarlo in movimento, se da un lato era stata una sorta di rivendicazione di paternità, dall'altro determinò la sua autoemarginazione da Origine.

## Fondazione Origine e rivista “Arti Visive”
Origine continuò a operare come galleria a Roma in via Aurora, e nel 1952 si sarebbe costituita in Fondazione, dotandosi della rivista “Arti Visive”, e conducendo fino al 1958 una ricca attività, anche con l'apporto critico del poeta Emilio Villa. Mario Ballocco aveva depositato il nome “Origine”, e contestò duramente, non da ultimo in sede legale, l'iniziativa di Ettore Colla, che, a suo modo di vedere, avrebbe utilizzato abusivamente il termine per chiamare la suddetta Fondazione. A nulla valse tutto ciò, se non ad approfondire un solco profondo.

## Fine della rivista “AZ”
Per Ballocco, che troncò ogni contatto con Capogrossi e Colla (mentre con Burri, che si era subito defilato dalla vicenda, rimase una franca simpatia, che negli anni ottanta si riannoderà in un cordiale rapporto), la fine del Gruppo Origine fu un duro colpo, aggravato dalla convinzione di essersi visti sottrarre proditoriamente, dalla Fondazione creata da Colla, l'idea, il nome, l'ispirazione e il programma da lui elaborati. “AZ” chiuderà i battenti (dopo il numero 11 dell'aprile 1951 ne seguirà soltanto uno ancora, nell'aprile-maggio 1952), e la ricerca di Ballocco, come pittore, teorico e organizzatore culturale, proseguirà su nuove vie.